# Sancho Willem
Sancho Willem van Gascogne (gestorven 4 oktober 1032) was een zoon van Willem II van Gascogne en van Urraca van Navarra. Hij volgde zijn oudere broer Bernard Willem, die kinderloos stierf, in 1009 op als hertog van Gascogne.
Tijdens zijn bewind werden de banden tussen Gascogne en Spanje aangehaald. Hij nam deel aan de Reconquista. Sancho Willem verbleef lange tijd aan het hof van zijn oom, de koning van Navarra in Pamplona, en mogelijk onderwierp hij Gascogne aan de suzereiniteit van Navarra. In 1010 was hij samen met Sancho III van Navarra, Robert II van Frankrijk en Willem V van Aquitanië in Saint-Jean-d'Angély. Zeker is dat hij nooit trouw zwoer aan Frankrijk. In 1027 kwam hij met Willem V van Aquitanië in Blaye overeen om Godfried, een Frank, aan te stellen tot aartsbisschop van Bordeaux, dat de hoofdstad van Gascogne werd tijdens het bewind van Sancho Willem.
Hij gaf zijn zuster Brisca ten huwelijk aan Willem en vermits hij zonder kinderen stierf zouden de kinderen van de hertog van Aquitanië het hertogdom Gascogne erven.